# FK Bor Stadion
Het FK Bor Stadion (ook bekend als Stadion kraj Pirita) is een multifunctioneel stadion in Bor, een stad in Servië. 
Het stadion wordt vooral gebruikt voor voetbalwedstrijden, de voetbalclub FK Bor maakt gebruik van dit stadion. In het stadion is plaats voor 4.000 toeschouwers. 